# Kathedraal van de Eilanden
De kathedraal van de Eilanden (Engels:Cathedral of the Isles) is een kathedraal van de Scottish Episcopal Church, behorend tot de Anglicaanse Gemeenschap, in Millport, Great Cumbrae, Schotland, en een van de twee kathedralen van het bisdom Argyll en de Eilanden, naast de Sint-Johanneskathedraal. Het is de kleinste kathedraal in Groot-Brittannië, met ruimte voor circa 100 mensen.
De kathedraal stamt uit 1851. In 1876 verkreeg de kerk de kathedrale status. Het gebouw werd ontworpen door William Butterfield, die ook onder andere de Sint-Pauluskathedraal van Melbourne en de Sint-Ninianuskathedraal in het Schotse Perth ontwierp.